# Vittore Capello
Vittore Capello, CRS (1588–1648) foi um prelado católico romano que serviu como bispo titular de Famagusta (1633–1648).

## Biografia
Vittore Capello nasceu em 1588 em Veneza, na Itália, e foi ordenado sacerdote no Ordo Clericorum Regularium a Somascha. No dia 20 de junho de 1633, foi nomeado durante o papado de Urbano VIII como Bispo Titular de Famagusta. A 31 de julho de 1633, foi consagrado bispo por Bernardino Spada, Cardeal-Sacerdote de Santo Stefano al Monte Celio, com Ettore Diotallevi, Bispo de Sant'Agata de' Goti, e Alessandro Filonardi, Bispo de Aquino, servindo como co-consagradores. Ele permaneceu como Bispo Titular de Famagusta até à sua morte em 1648.